# Paul Burmeister
Paul Burmeister (* 1. Januar 1847 in Anklam; † 18. Juli 1923 in München) war ein deutscher Maler.

## Leben
Paul Burmeister besuchte das Gymnasium in Anklam bis 1866 und studierte Malerei an der Berliner Akademie, besonders bei Julius Schrader.
Er begann seine Karriere mit „romantisch aufgeputzten Historienbildern“. Bald jedoch spezialisierte er sich auf leichte Genremalerei mit unterhaltenden Themen wie  Fidele Gesellschaft, Plauderei, Weinkeller oder Zecher und Schanktochter, die er häufig im Rokoko ansiedelte. Damit hatte er in den 1880er Jahren gute Erfolge. Seit 1874 lebte er in München. Er wurde auf dem Münchner Waldfriedhof beigesetzt, wo sein Grab erhalten ist.

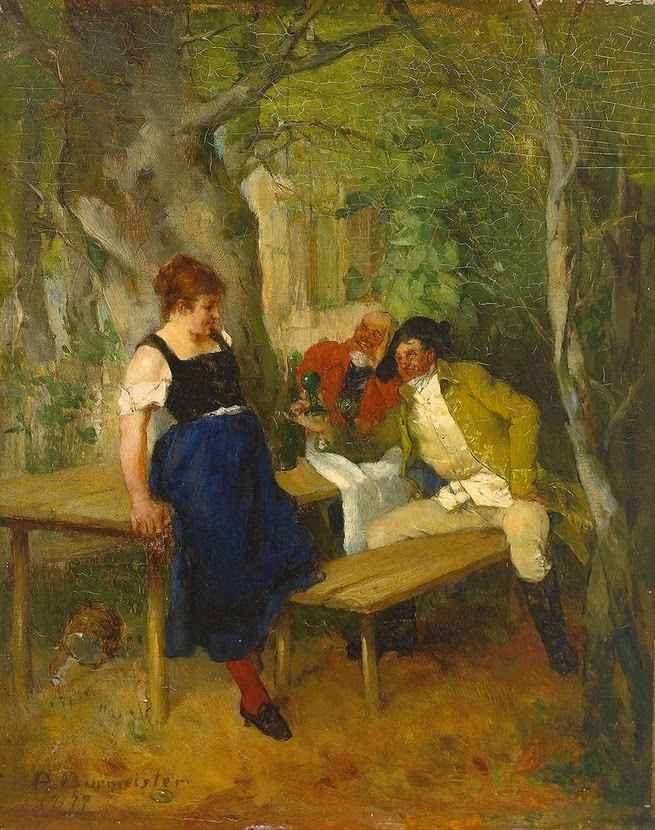
Zecher und Schanktochter (1879)
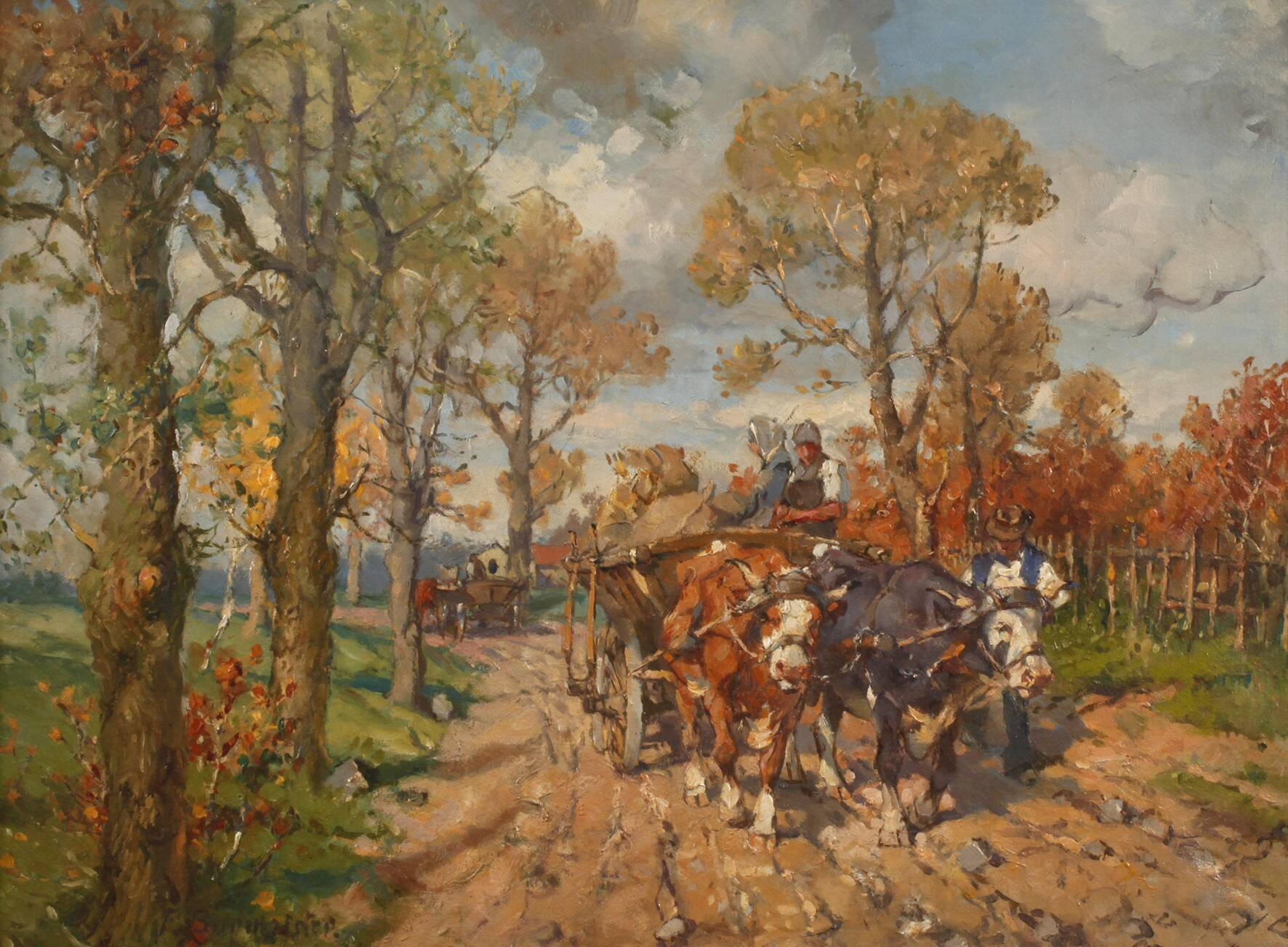
Auf dem Heimweg
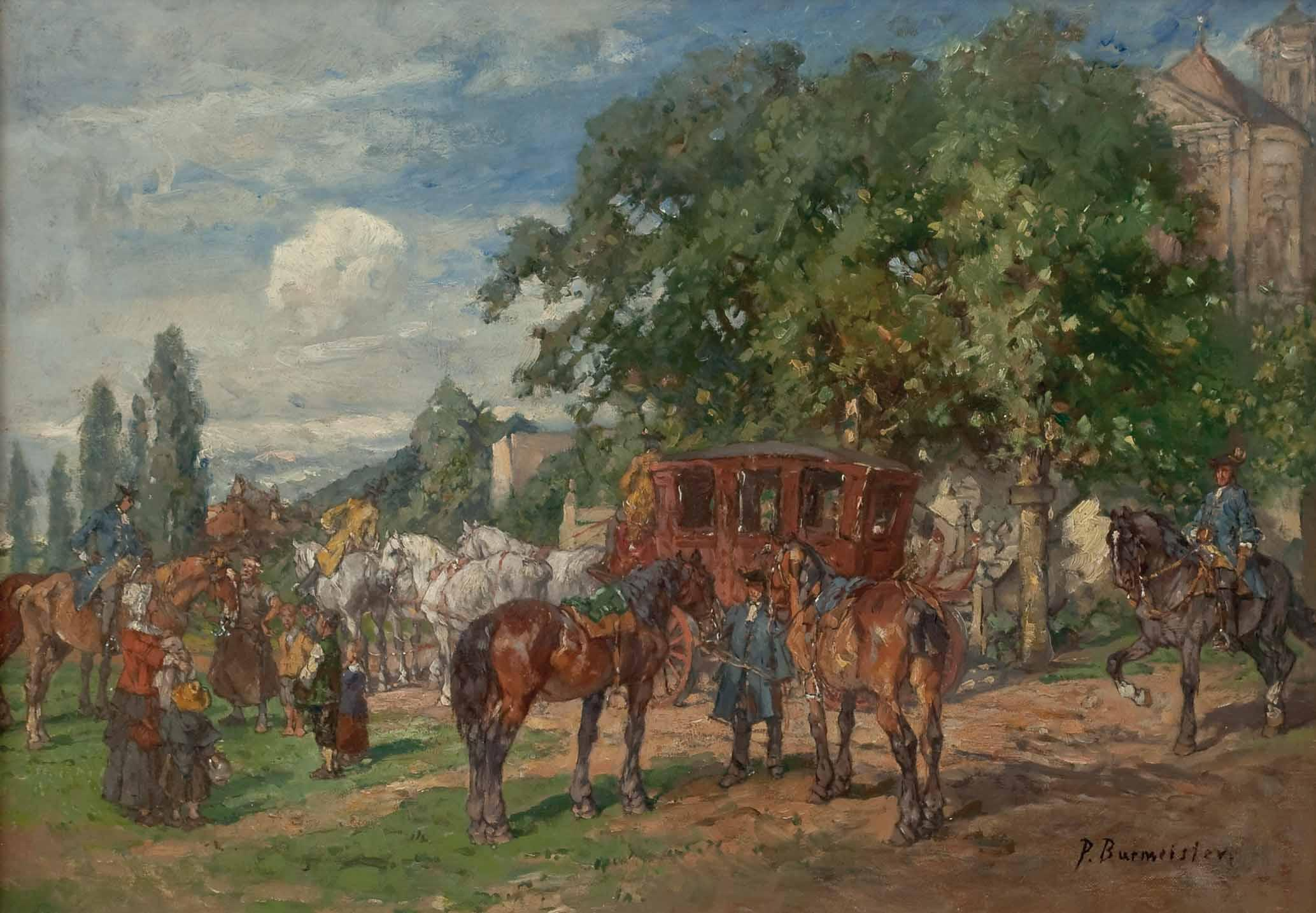
Vornehmer Besuch auf dem Kirchenplatz